# VfB Pößneck
VfB Pößneck is een Duitse sportclub uit Pößneck, Thüringen.

## Geschiedenis
De club werd op 2 augustus 1909 opgericht. De club was aangesloten bij de Midden-Duitse voetbalbond en ging spelen in de competitie van Osterland.
Na de Tweede Wereldoorlog werden alle Duitse clubs ontbonden. De club werd heropgericht als SG Pößneck en nam in 1950 de naam BSG Fortschritt Pößneck aan.
Op 27 mei 1994 werd opnieuw de historische naam aangenomen. In 2011 degradeerde de club uit de Thüringenliga.